# Sabato
A Sabato egy folyó Olaszország Campania régiójában, a Calore Irpino mellékfolyója. A Terminio lejtőin ered, áthalad Avellino és Benevento megyéken, majd Benevento mellett beömlik a Calore Irpinóba. Nevét valószínűleg a szabinok után kapta.